# Platja del Cap de Sant Pere
La platja del Cap de Sant Pere està situada a l'extrem oriental del terme municipal de Cambrils (comarca del Baix Camp), fent de límit amb el terme de Salou (comarca del Tarragonès).
De sorra de granulometria fina, té unes dimensions de 800 m de longitud i 10 m. d'amplada. Es troba localitzada en una àrea semiurbana, la urbanització Verge del Carme, davant del passeig marítim que porta el nom de Passeig Miramar.
La seva situació afavoreix l'oferta hotelera i, per tant, és possible trobar allotjament en primera línia, així com l'accés per transport públic (línia regular d'autobús) i particular. En temporada alta es neteja la sorra diàriament. El seu grau d'ocupació és alt. La Platja del Cap de Sant Pere disposa de papereres, dutxes i servei de vigilància. Altres serveis d'oci i restauració que es troben a la platja del Cap de Sant Pere és la possibilitat de llogar tendals, hamaques i patins i punts de venda de menjar i begudes, en temporada alta.